# Sven Hansson Munthe

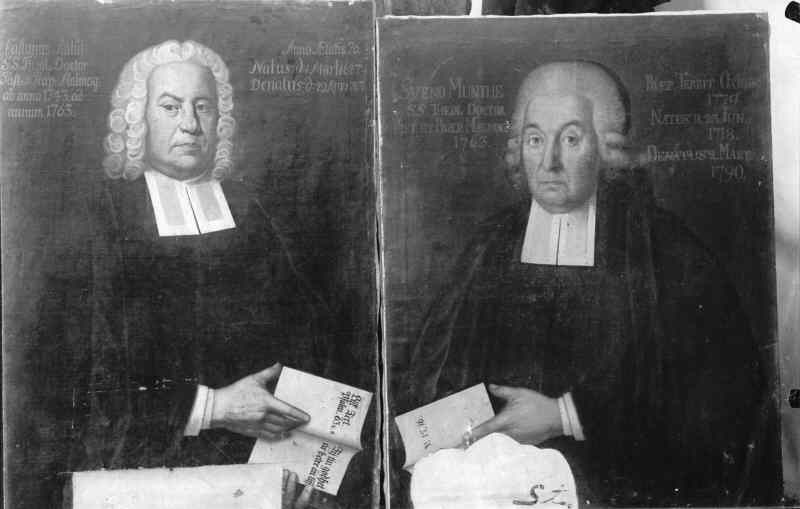
Fotografi från 1905 av två oramade porträtt i S:t Petri kyrka i Malmö, av vilka det högra visar Sven Hansson Munthe (samt det vänstra en C. Aulin).

Sven Hansson Munthe,  född den 13 juni 1718 i Simrishamn, död den 2 mars 1790 i Malmö, var en svensk homilet. Han var kusins son till Sven Johan Munthe, bror till Berent Munthe och far till Lars Peter Munthe. 
Munthe blev student vid Lunds universitet 1735, prästvigd 1744 och filosofie magister 1745. Han tjänstgjorde sedan i Malmö som adjunkt och komminister samt blev 1763 kyrkoherde där, 1772 teol. doktor och 1779 kontraktsprost över Oxie härads kontrakt. Munthe var, skriver Ludvig Munthe i Nordisk familjebok, "en nitisk prästman, en framstående lärd och lycklig andlig talare". Han är särskilt bekant för sina likpredikningar, av vilka flera är tryckta.